# Pentylbenzol
Pentylbenzol ist eine chemische Verbindung aus der Gruppe der aromatischen Kohlenwasserstoffe.

## Gewinnung und Darstellung
Pentylbenzol kann durch Reaktion von Benzylmagnesiumchlorid mit Butyltoluol-4-sulfonat in Diethylether gewonnen werden. Sie kann auch aus Valerophenon synthetisiert werden.

## Eigenschaften
Pentylbenzol ist eine brennbare, schwer entzündbare, farblose Flüssigkeit, die praktisch unlöslich in Wasser ist.

## Sicherheitshinweise
Die Dämpfe von Pentylbenzol können mit Luft ein explosionsfähiges Gemisch (Flammpunkt 66 °C) bilden.